# Herbert Carvalho
Herbert Abreu Carvalho (nascido em 30 de setembro de 1954, São Paulo) É um enxadrista e jornalista brasileiro que detém o título de Mestre Fide.  É irmão da Ligia Carvalho.

## Biografia
Foi vice-campeão brasileiro em 1980. Neste mesmo ano venceu o Torneio Magistral realizado em Catanzaro, Italia.
Participou de duas Olimpíadas de Xadrez em 1978 e 1980.